# Гониатоксин
Гониатокси́н (гониаутокси́н) — фитотоксин, который выделяют динофлагелляты Gymnodinium, Pyrodinium и цианобактерии Anabaena, Cylindrospermopsis, а также некоторые другие организмы фитопланктона, распространённые в солёных и пресных водоёмах Северной и Южной Америки, а также в странах Европы и Азии. По структуре близки к сакситоксину.
Передаваясь по пищевым цепям в неизменённом или частично трансформированном виде, гониатоксин имеет свойство накапливаться в тканях моллюсков, ракообразных и рыб. Это приводит к отравлению животных, питающихся ими, а также человека.
Основное действие гониатоксина — нейропаралитическое, достигаемое путём блокирования натриевых каналов в нервных и мышечных клетках, что не даёт распространяться нервному импульсу и блокирует сокращение мышц. В результате наступает паралич мышц, вызывающий остановку дыхания. Эксперименты, проведённые на кроликах, показали, что гониатоксин вызывает у млекопитающих сердечную аритмию и снижение артериального давления, а в больших дозах — тахикардию.